# Allegheny-plató
Az Allegheny-plató nagy szabdalt kiemelkedés az Amerikai Egyesült Államokban, New York állam nyugati és középső részén, Pennsylvania északi és nyugati, Nyugat-Virginia északi és Ohio keleti részében. Két részre osztják: a Jégtelen Allegheny-platóra és az Eljegesedett Allegheny-platóra.
A plató továbbterjed Nyugat-Virginia nyugati és Kentucky keleti részébe és Tennesseebe, de ezeken a területeken már Cumberlandi-platónak nevezik.
Keleti oldalán az Allegheny-hegység határolja, amely az Allegheny Front keleti szegélyén a legmagasabb csúcsokat képzi. A Front Közép-Pennsylvaniától Nyugat-Virginia keleti részéig terjed.
Nyugati oldalán, az Ohio folyótól északra a jégkorszak legyalulta síkságok határolják, a folyótól délre pedig a Bluegrass régió.
Az Eljegesedett Allegheny-plató szakadékai általában 30 méteresnél kisebbek, a Jégtelen Allegheny-platón Délkelet-Ohióban és Nyugat-Virginia legnyugatabbi részeiben tipikusan 60-120 méteresek. A tengerszint feletti magasság gyakran 270-450 méter. Az Allegheny Frontnál azonban a magasság meghaladhatja az 1200 métert, a szakadékok pedig elérik a 600 métert. 
A plató egyik legérdekesebb geológiai arculatú területe a Hocking Hills régió Délkelet-Ohióban. 